# Crowded House (альбом)
Crowded House — дебютный студийный альбом австралийской рок-группы Crowded House, выпущен в 1986 году с помощью продюсера Митчелла Фрума. Это первый альбом лидера группы Нила Финна, выпущенный после распада его предыдущей группы Split Enz. Песни «Don’t Dream It’s Over», «Something So Strong», «Mean to Me», «World Where You Live» и «Now We’re Getting Somewhere», вошедшие в данный альбом, стали хитами. Первые четыре из них впоследствии были включены в первый сборник лучших песен группы.
После распада Split Enz в 1984 году, Нил Финн и барабанщик Пол Хестер решили создать новую группу. Бас-гитарист Ник Сеймур подошёл к Финну после выступления группы Split Enz, прошедшего в рамках прощального тура, и попросил попробовать свои силы в рамках новой группы.
Ритм-секция треков альбома была записана с помощью Ларри Хирша на студии Capitol Records в Лос-Анджелесе. Остальные записи для альбома произведены в студии Sunset Sound, где группа впервые сотрудничала с инженером Чадом Блейком.

## Список композиций
Автор тестов и музыки ко всем композициям — Нил Финн, кроме отмеченного:
| №   | Название                                     | Длительность |
| --- | -------------------------------------------- | ------------ |
| 1.  | «Mean to Me»                                 | 3:15         |
| 2.  | «World Where You Live»                       | 3:07         |
| 3.  | «Now We're Getting Somewhere»                | 4:09         |
| 4.  | «Don't Dream It's Over»                      | 4:03         |
| 5.  | «Love You 'Til the Day I Die»                | 3:31         |
| 6.  | «Something So Strong» (Финн, Митчелл Фрум)   | 2:51         |
| 7.  | «Hole in the River» (Финн, Эдди Райнер)      | 4:02         |
| 8.  | «Can't Carry On»                             | 3:57         |
| 9.  | «I Walk Away»                                | 3:06         |
| 10. | «Tombstone»                                  | 3:30         |
| 11. | «That's What I Call Love» (Финн, Пол Хестер) | 3:39         |